# Музеј Пупина
Музеј Пупина је музејски комплекс посвећен Михајлу Пупину. Налази се у Идвору, Пупиновом родном месту. Основан је 1979. године поводом 125. годишњице његовог рођења. Комплекс се састоји од три објекта: Музеја, Родне куће и Задужбине, Односно Народног дома Михајла И. Пупина. Послује у саставу Дома културе „Михајло Пупин” у Идвору.

## Михајло Пупин
Михајло Пупин је рођен у банатском Идвору, у близини Панчева, 9. октобра 1854, а умро је 12. марта 1935. године у Сједињеним Америчким Државама. Са 19 година је отишао у Америку, где је похађао Колумбија колеџ у Њујорку. Стручно образовање стекао је на универзитетима у Кембриџу и Берлину. Након завршетка студија постаје професор теоријске физике и електромеханике Колумбија универзитета. Као један од најпознатијих физичара и електроничара у свету, са укупно 24 патентирана проналаска, између осталих секундарних Х зрака, или Пупинових калемова, помоћу којих се омогућава пренос телефонских разговора на велике даљине. Године 1920. одликован је Едисоновом наградом за допринос развоју науке. Свој живот описао је у делу „From Immigrant to Inventor” (у Југославији објављеног под насловом „Са пашњака до научењака”), за које је 1924. године награђен Пулицеровом наградом. Светски познате физичке лабораторије чувеног Колумбија универзитета носе Пупиново име. Боравећи у Америци активно је учествовао у животу тамошњих Срба, а својим утицајем помогао Србији у активностима око уједињења и одређивања граница после Првог светског рата.

## Делатност
Поред музејске делатности у Дому културе „Михајло Пупин” одвијају се и друге делатности:
- КУД „Михајло Пупин”
- Актив жена при дому културе

Својом делатношћу Музеј и Дом културе тежи да оствари жељу Михајла Пупина и његову задужбину приведе намени због које је Пупин и изградио Народни дом - да буде храм науке и знања.

## Музејска поставка
Музејска поставка изложена је у свим објектима Меморијалног комплекса и у згради Дома културе. Обухвата Пупинове личне предмете и научну оставштину.
Родна кућа уређена је као музејска поставка и етно-кућа. Осликава свакодневни живот у време када је Михајло Пупин живео у њој. Намештај не припада Пупиновим родитељима, али је аутентичан за време које је научник провео у родној кући. Мала соба са улице намештена је као радна соба и ту је изложено неколико фотографија из живота Михајла Пупина, Пупинова писма и лични предмети.
Музејску поставку у старој основној школи израдио је Музеј Војводине 1979. године и од тада се није мењала. Поставка приказује животни пут великог научника, од одрастања у родитељском дому, до признања и славе за научна достигнућа, како у Америци тако и у отаџбини. Поставка је релативно скромна, али довољно информативна за све оне који желе нешто да сазнају о Пупину и његовом раду. Смештена је у учионици десно од улаза, а у другој учионици 2012. године сеоски учитељ је, у сарадњи са локалним Домом културе, урадио етно-поставку, изложбу старих предмета који су се некада користили у селу.
Зграда Народног дома све до 1979. године је функционисало као Дом културе. У њој се налази изузетно акустична сала са 150 места у којој се, као део музејске поставке, посетиоцима приказује кратки документарни филм о Михајлу Пупину. Поред осталих програма овде се, у част Михајла Пупина, сваке године организују Октобарски сусрети проналазача у Идвору. Поред Пупиновог портрета, који заузима централно место његове задужбине, остале зидове красе радови ученика који су до сада били учесници ликовних колонија које се такође овде одржавају.
Године 1979, поводом 125-годишњице од рођења његовог задужбинара, уз Народни дом је, по пројекту Богдана Богдановића, дограђен нови део Дома културе „Михајло Пупин”, грађевина од армираног бетона, у којој се налази сала са 300 седишта и пратећим просторијама. У овој згради постављене су и изложбе о Пупиновом животу и раду.

## Туризам
Меморијални комплекс уврштен је у туристичку понуду Србије. Тура обухвата обилазак Пупинове родне куће, музејске поставке у старој школи и Народног дома Михајла И. Пупина. Туре воде стручни водич, који за различите узрасте посетилаца имају разрађен различит програм, што посету чини интересантном за саме туристе.
Сваке године Меморијални комплекс обиђе више од 10.000 посетилаца, највише ђака на екскурзијама, а Идворци се труде да остваре Пупинову жељу да њихово место постане центар знања.

## Виртуелни музеј Михајла Пупина
У духу подршке иницијативи САНУ да се 2014. година прогласи за годину Михајла Пупина, Универзитетска библиотека „Светозар Марковић”, која у својим фондовима чува поклон овог изузетног човека, поставила је Виртуелни музеј Михајла Идворског Пупина. Виртуелни музеј је пионирски пројекат Образовно-истраживачког друштва „Михајло Пупин”, настао уз помоћ и подршку Српске академије наука и уметности и Телекома Србија и у сарадњи са Универзитетском библиотеком „Светозар Марковић” и Народним музејом у Београду, који брину о Пупиновим легатима.

## Галерија слика музејских експоната
- Пупинова кућа
- Пупинова родна кућа
- Стари ђерам на улазу у двориште
- Централна просторија у кући, са огњиштем
- „Женска” соба
- „Мушка” соба

- Спомен-соба
- Оригинална Пупинова писма
- Пупин са Николајем Велимировићем и пријатељима
- Пупин са породицом и пријатељима
- Приликом доделе почасног доктората (лево) и са Николајем Велимировићем (десно)

- Народни дом и Дом културе
- Свечана сала Народног дома са 150 места
- Изложбе посвећене Пупину у новој згради Дома културе
- Део изложбене поставке
- Стари телефон из Пупиновог времена
- Репродукција портрета Михајла Пупина, рад Уроша Предића, који је део уметничке збирке Матице српске
- Мурал у Дому културе, поклон сликара чланова Галерије наивне уметности у Ковачици